# جون ريتشارد وود
جون ريتشارد وود مواليد 1944 (بالإنجليزية: John Richard Ironside Wood)‏ هو عالم نبات بريطاني.